# Henryk Smolarz
Henryk Józef Smolarz (ur. 3 września 1969 w Lublinie) – polski polityk, inżynier rolnik i samorządowiec, poseł na Sejm V, VII i X kadencji, w latach 2008–2011 prezes KRUS, od 2024 dyrektor generalny KOWR.

## Życiorys
W 1994 ukończył studia na Wydziale Rolniczym Akademii Rolniczej w Lublinie. W 2001 na tej samej uczelni uzyskał stopień doktora nauk rolniczych (specjalność uprawa roli i roślin) na podstawie pracy pt. Przyrodnicze i ekonomiczne skutki różnych sposobów regulacji zachwaszczenia w pszenicy ozimej. W połowie lat 80. zajął się prowadzeniem własnego gospodarstwa rolnego. Pełnił funkcję zastępcy wojewódzkiego inspektora ochrony roślin i nasiennictwa w Lublinie. Był radnym powiatu lubelskiego od 1998 do 2002, następnie do 2005 wójtem gminy Niemce. W 2001 bez powodzenia kandydował do Sejmu.
W wyborach parlamentarnych w 2005 został wybrany z listy Polskiego Stronnictwa Ludowego z okręgu lubelskiego na posła V kadencji liczbą 4534 głosów. W wyborach w 2007 bez powodzenia ubiegał się o reelekcję. Objął stanowisko wiceprezesa Agencji Rynku Rolnego, a w październiku 2008 został powołany na stanowisko prezesa KRUS. W listopadzie 2011 przestał pełnić tę funkcję.
W 2010 po śmierci Edwarda Wojtasa odmówił objęcia mandatu poselskiego. W wyborach parlamentarnych w 2011 również bezskutecznie kandydował do Sejmu, jednak po rezygnacji Krzysztofa Hetmana zadeklarował przyjęcie mandatu posła, składając ślubowanie na pierwszym posiedzeniu Sejmu VII kadencji. W 2015 ponownie nie uzyskał poselskiej reelekcji. W lutym 2016 został doradcą marszałka województwa lubelskiego Sławomira Sosnowskiego. W lipcu tego samego roku wszedł w skład rady nadzorczej Portu Lotniczego Lublin. Został również prezesem Regionalnego Centrum Energii. W wyborach samorządowych w 2018 bezskutecznie kandydował do Sejmiku Województwa Lubelskiego. W marcu 2019 objął funkcję zastępcy wójta gminy Niemce. W tym samym roku bez powodzenia kandydował do Sejmu. Do niższej izby parlamentu bezskutecznie kandydował również w wyborach w 2023 z ramienia współtworzonej przez swoją partię Trzeciej Drogi. W styczniu 2024 został dyrektorem generalnym Krajowego Ośrodka Wsparcia Rolnictwa. W tym samym roku przyjął mandat posła X kadencji zwolniony przez Krzysztofa Hetmana; ślubowanie poselskie złożył 23 lipca 2024.

## Wyniki w wyborach ogólnopolskich
| Wybory | Komitet wyborczy   | Komitet wyborczy           | Organ            | Okręg | Wynik        |
| ------ | ------------------ | -------------------------- | ---------------- | ----- | ------------ |
| 2001   |                    | Polskie Stronnictwo Ludowe | Sejm IV kadencji | nr 6  | 2314 (0,53%) |
| 2005   | Sejm V kadencji    | Polskie Stronnictwo Ludowe | 4534 (1,14%)     | nr 6  |              |
| 2007   | Sejm VI kadencji   | Polskie Stronnictwo Ludowe | 6270 (1,25%)     | nr 6  |              |
| 2011   | Sejm VII kadencji  | Polskie Stronnictwo Ludowe | 6191 (1,35%)     | nr 6  |              |
| 2015   | Sejm VIII kadencji | Polskie Stronnictwo Ludowe | 5686 (1,17%)     | nr 6  |              |
| 2019   | Sejm IX kadencji   | Polskie Stronnictwo Ludowe | 5922 (1,05%)     | nr 6  |              |
| 2023   |                    | Trzecia Droga              | Sejm X kadencji  | nr 6  | 5536 (0,85%) |

## Odznaczenia
W 2005 otrzymał Brązowy Krzyż Zasługi.

## Życie prywatne
Syn Józefa i Haliny. Żonaty z Danutą. Zamieszkał w Dysie.